# Frank Fernández (autor)
Frank Fernández (La Habana, 1930) es un historiador anarquista  exiliado. Miembro del Movimiento Libertario Cubano en el Exilio y fundador del colectivo editorial de su órgano informativo Guángara Libertaria. 
Autor de "El anarquismo en Cuba", escrita originalmente en español, y traducida al inglés,. francés e italiano y "La sangre de Santa Agueda".